# Nicole Linkletter
Nicole Linkletter, ameriški fotomodel, * 27. februar 1986, Grand Forks, Severna Dakota, ZDA.
Nicole je znana kot zmagovalka 5. sezone resničnostnega šova America's Next Top Model (Ameriški super model). Zmaga ji je prinesla pogodb z modno agencijo Ford Models in kozmetično hišo CoverGirl ter fotografiranje za revijo Elle.